# Berlandina nigromaculata
Berlandina nigromaculata là một loài nhện trong họ Gnaphosidae. Loài này săn mồi ban đêm trong khi ban ngày thì ẩn mình dưới các tảng đá và lá cây. Cơ thể chúng có hình oval, hẹp và chỉa về phia sau.
Loài này thuộc chi Berlandina. Berlandina nigromaculata được miêu tả năm 1865 bởi Blackwall.